# 구리우체국
구리우체국(九里郵遞局)은 대한민국 과학기술정보통신부 우정사업본부 경인지방우정청 소속의 우편물 취급기관이다. 경기도 구리시 건원대로34번길 34(인창동)에 있다.

## 연혁
- 1962년 9월 1일: 서울청량리우체국 구리분국으로 개국
- 1974년 3월 1일: 구리우체국으로 명칭 개정
- 1977년 8월 1일: 사무관국으로 승격
- 1996년 10월 7일: 현청사 신축 이전
- 1999년 3월 29일: 중계 및 직체결국 개편
- 2000년 7월 19일: 서기관국으로 승격
- 2008년 8월 11일: 사무관국으로 관서급조정
- 2010년 11월 8일: 우편구역을 구리시 전 지역과 남양주시 별내면, 퇴계원면으로 고시[1]
- 2014년 1월 1일: 우편구역을 다음과 같이 고시[2]

| 배달국     | 배달구역                          | 구역번호      |
| ---------- | --------------------------------- | ------------- |
| 구리우체국 | 구리시 전지역                     | 11900 ~ 11962 |
| 구리우체국 | 남양주시 별내동, 별내면, 퇴계원면 | 12076 ~ 12127 |

- 2015년 7월 1일: 서기관국으로 승격
- 2016년 12월 31일: 우체국 청사 개축 완공으로 구리갈매우체국을 구리시 경춘북로 229에서 구리시 갈매길 97 위치로 이전[3]
- 2017년 12월 29일: 구리인창동우체국이 구리우체국과 통합되어 폐국[4]
- 2018년 1월 2일: 구리수택3동우편취급국 위탁계약 해지 및 재개국[5]

## 관할 우체국
| 우체국명              | 사진 | 주소                                    | 비고                  |
| --------------------- | ---- | --------------------------------------- | --------------------- |
| 구리갈매우체국        |      | 경기도 구리시 산마루로 6, 101~102호     | 2024년 9월 30일 이전  |
| 구리교문동우체국      |      | 경기도 구리시 안골로 32(교문동)         |                       |
| 구리수택3동우편취급국 |      | 경기도 구리시 검배로 128(토평동)        |                       |
| 구리수택동우체국      |      | 경기도 구리시 체육관로74번길 51(수택동) |                       |
| 구리인창동우체국      |      | 경기도 구리시 경춘로 203(인창동)        | 2017년 12월 29일 폐국 |

## 조직
- 경영지도실
- 우편물류과
  - 물류실
  - 소포영업실
  - 집배실
- 영업과
- 지원과